# Heckhaus
Heckhaus ist ein Ortsteil der Gemeinde Much im Rhein-Sieg-Kreis.

## Lage
Auf der Höhe  des Heckbergs (383,4 m ü. NHN) liegt Heckhaus an der Brüderstraße. Es handelt sich dabei um den höchsten und nördlichsten Punkt in der Gemeinde Much. Von hier aus hat man einen weiten Blick über das südliche Bergische Land und das Siebengebirge bis zur Hohen Acht in der Eifel. In Heckhaus entspringt der Esinghausener Bach.

## Geschichte
In der Umgebung von Heckhaus wurde seit der Mitte des 19. Jahrhunderts Bergbau auf Buntmetallerze betrieben. In unmittelbarer Nähe befand sich die Grube Silberkaule. Etwas weiter nördlich lag die Grube Bliesenbach. Beide Bergwerke waren bedeutende Arbeitgeber in der Region.
1901 war Heckhaus ein Gehöft mit acht Einwohnern. Hier wohnten die Ackerin Witwe Joh. Höger und der Jagdaufseher Wilhelm Kreuzer.

## Trivia
Das Alte Forsthaus in Heckhaus diente als Drehort für die ARD-Serie Mord mit Aussicht.